# Колодежный ров (Гродно)
«Колодежный ров» — геологический памятник природы (с 1963 г.), к югу от города Гродно (д. Принеманская), Белоруссия. Представляет собой геологическое обнажение межледниковых отложений, образовавшихся около 500 тыс. лет назад.
Длина «Колодежного рва» (оврага) около 1500 метров, глубина в устье около 30 метров. В обнажениях вскрываются моренные отложения березинского оледенения, озёрные осадки александрийского межледниковья, флювиогляциальные пески и морена днепровского оледенения.
На поверхность склонов оврага на расстоянии около 700 метров от его устья выходит линза межледниковых пород, вскрытая скважинами до 500 метров, уходящими в стороны от оврага. Видимая максимальная мощность межледниковой толщи около 9 метров, она сложена озёрными мелкодетритовыми сапропелитами, гумусированными супесями и суглинками с прослойками песка и торфа.
Органогенные и гумусированные отложения в овраге — богатейшее местонахождение остатков живых ископаемых — остатков растений, насекомых, животных. Остатки растений наиболее многочисленны: пыльца, плоды и семена цветковых растений, шишки сосны, споры папоротников, плаунов и мхов, вегетативные органы болотных растений, отпечатков листьев деревьев, створки диатомей. Встречаются простейшие ракообразные (остракоды) и насекомые.
Определено около 200 видов цветковых и высших споровых растений, 96 видов диатомовых водорослей и 26 видов остракод. В озёрно-болотной толще отражена длительная история от березинского позднеледниковья до начала днепровского оледенения.
Вне линзы межледниковых отложений, во флювиогляциальных породах, встречаются глыбы конгломератов (печура), которые образовались при цементации карбонатным раствором гравийно-галечновалунных отложений днепровского времени. Глыбы конгломерата размером 1-6 м залегают на разных уровнях, местами образуют многоэтажный «каскад».